# Младенович, Филип
Фи́лип Младе́нович (серб. Филип Младеновић / Filip Mladenović; род. 15 августа 1991, Чачак) — сербский футболист, защитник клуба «Панатинаикос» и национальной сборной Сербии. Участник чемпионата мира 2022 и чемпионата Европы 2024.

## Карьера

### Клубная
В начале карьеры выступал в родном городе Чачак за ФК «Борац». В сезоне 2011/12 перешёл в клуб «Црвена Звезда». В начале 2014 года расторг контракт с предыдущим клубом и перешёл в БАТЭ как свободный агент. В дебютном матче за БАТЭ в Суперкубке сезона 2014 забил единственный гол со штрафного. В сезоне 2015/16 Лиги чемпионов стал автором двух мячей в ворота «Ромы».
5 января 2016 года перешёл в «Кёльн» за 1,5 миллиона евро. Контракт подписан до 2019 года.

### Сборная
Провёл восемь матчей за молодёжную сборную Сербии. 31 мая 2012 года в составе национальной команды Сербии сыграл в товарищеском матче со сборной Франции (0:2) в Реймсе.

## Достижения
Црвена Звезда (Белград)
- Обладатель Кубка Сербии: 2011/12

БАТЭ (Борисов)
- Чемпион Беларуси (2): 2014, 2015
- Обладатель Кубка Беларуси по футболу: 2014/15
- Обладатель Суперкубка Беларуси (2): 2014, 2015

Лехия (Гданьск)
- Обладатель Кубка Польши по футболу: 2018/19
- Обладатель Суперкубка Польши: 2019/20